# Baptiste Reynet
Baptiste Reynet (Romans-sur-Isère, 20 ottobre 1990) è un ex calciatore francese, di ruolo portiere.

## Biografia
Nato in una famiglia di rugbisti, fin dalla nascita si interessa di più al pallone da calcio. A tredici anni viene colpito dalla Sindrome di Osgood-Schlatter e questo comporta un allontanamento dai campi. Superato il momento, ritorna a giocare ma l'allenatore lo schiera in porta.

## Carriera

### Club
Dopo aver trascorso alcuni anni nelle giovanili di molti club francesi, si trasferisce nel 2007 al Martigues e nel 2008 passa in prima squadra. Nel 2011 viene acquistato dal Dijon dove milita in prima squadra e ha compiuto il suo esordio 13 agosto 2011.
Dopo una breve parentesi al Loirent ritorna a Dijon dove rimane per altri 4 anni.
Nell'estate 2018 viene ufficializzato il suo trasferimento alla squadra Tolosa.

### Nazionale
Dal 2011 al 2013 è stato nel giro della nazionale Under-21 francese.